# 364166 Trebek
364166 Trebek este o planetă minoră (asteroid) din centura de asteroizi. A fost descoperită pe 1 mai 2006 la Table Mountain Observatory⁠(d) de James Whitney Young⁠(d) și a fost numită după Alex Trebek⁠(d). 
Obiectul prezintă o orbită caracterizată de o semiaxă mare de 2,2863177101536 UAi, o excentricitate de 0,072664045557829, o înclinație de 6,9568715529207 ° în raport cu ecliptica.